# Pasquale Antonio Basili
Pasquale Antonio Basili (Perugia, 28 gennaio 1734 – ...) è stato un maestro di cappella, compositore e organista italiano.
Fu attivo nello Stato Pontificio nella seconda metà del Settecento.
Conosciuto anche come Pascale Antonio o con il solo nome di Pasquale e con i cognomi Basilii o Basilij, associati in varie forme, fu uno degli esponenti della numerosa famiglia di musicisti alla quale appartengono anche Francesco Basili e il figlio di quest'ultimo Basilio Basili.

## Biografia
Pasquale Antonio Basili nacque a Perugia il 28 gennaio 1734, figlio di Marc'Antonio Brunelli e Vittoria Basilij. Il padre praticava il mestiere di sarto e, dopo essere rimasto vedovo e con due figli dal primo matrimonio, si era risposato in seconde nozze con la vedova Vittoria Basilij. Da questo matrimonio nacque Pasquale, che fu battezzato nella chiesa di S. Maria della Misericordia di Perugia con i nomi di Pasquale Antonio Baldassarre. Rimasto presto orfano di padre, venne mandato già in tenera età a Loreto presso il fratello della madre Andrea Basili, affermato musicista e maestro titolare della Cappella della Santa Casa di Loreto. Negli anni successivi studiò e si impratichì sotto la guida dello zio Andrea, presso il quale alloggiava, adottandone anche il cognome.
Terminata la sua formazione musicale, Basili iniziò a promuoversi attivamente, inviando sue composizioni ad accademie e cappelle musicali. Nel 1752 (ai suoi 18/19 anni) era indicato come maestro di cappella nella collegiata di Sant'Urbano ad Apiro. Nel 1753 si presentò all'Accademia Filarmonica di Bologna per esservi aggregato come compositore. In conformità alle norme per l'aggregazione dei musicisti «forestieri», ossia residenti al di fuori del territorio bolognese, Pasquale Antonio non fu sottoposto ad un esame, ma poté inviare da Loreto alcune sue composizioni in stile osservato. Il 30 giugno del 1753 indirizzava perciò al principe dell'Accademia Sette brevi componimenti in istile rigoroso sopra le parole Benedicamus Domino e Bononia docet per sottoporle al giudizio degli accademici. Le composizioni superarono l'esame e Basili venne aggregato all'accademia prima come compositore studente e più avanti come membro docente. Dal 1754 al 1756 Pasquale fu maestro di cappella presso la Collegiata di San Michele Arcangelo di Contigliano. Venne chiamato a Contigliano nel dicembre 1754, per sostituire il precedente maestro Valentino Marchetti, defunto l'11 aprile 1754. L'incarico precedette di un mese l'assunzione ufficiale.
Il 14 dicembre 1756, a 23 anni, Basili venne nominato all'incarico di maestro di cappella della Concattedrale di Santa Maria Assunta di Orte, rimasta vacante dal mese di novembre, prendendo effettivo possesso del suo incarico il 3 gennaio 1757. Il posto però non sembrò soddisfarlo, dato che già il 7 marzo inviò una petizione infruttuosa al prefetto della musica del Capitolo del Duomo di Terni per essere nominato maestro di cappella in quella città. Nacquero inoltre dei dissidi con il Capitolo della Cattedrale di Orte, che gli rinfacciava scarso rispetto e dedizione al lavoro. Nel frattempo non smise comunque di cercare altre opportunità. Nell'estate dello stesso anno, su raccomandazione di Padre G.B. Martini dell'Accademia di Bologna, si presentò al concorso per il posto di maestro di cappella ad Orvieto, che diede esito negativo. Guastatisi definitivamente i rapporti con il coro di Orte, il 15 ottobre 1759, al termine del periodo concordato, riconsegnò la chiave dell'organo.
Dal 1760 al 1762 Basili fu presente in Ancona con l'incarico di organista al duomo. Abitava in centro, nella parrocchia di S. Pietro, alla Strada della Piana, casa 11. Nel gennaio 1764 si recò a Bonn, in Germania, assunto al ruolo di mestro del teatro presso il Principe elettore di Colonia. L'incarico durò circa due anni, terminato il quale Basili rientrò in Italia e si trasferì a Roma dove, il 14 novembre 1766, fu nominato organista nella chiesa di San Lorenzo in Damaso, in sostituzione di Muzio Clementi che era partito per l'Inghilterra e che all'epoca aveva solo 14 anni di età. Pochi giorni dopo, il 24 novembre, tentò l'ammissione all'autorevole Accademia Nazionale di Santa Cecilia di Roma, passaporto indispensabile per poter esercitare a Roma ed anche in tutto lo Stato della Chiesa qualsiasi attività musicale. L'esame non venne superato, ma fu ammesso al secondo tentativo e iscritto con il cognome Basily. All'esame aveva partecipato con una composizione dal titolo Immolabit haedum, per Soprano, Contralto, Tenore, Basso, e In festo Corporis Xti. Il 26 aprile 1767 Basili ottenne nella chiesa di San Lorenzo in Damaso anche il ruolo di maestro di cappella, mantenendo il suo precedente incarico di organista. In quel periodo abitava a Roma in un appartamento di proprietà del Collegio Romano, sito nella via chiamata La Sirena Vecchia. Nella stagione del carnevale 1768 debuttò al Teatro della Pallacorda di Firenze la sua opera Le nozze alla moda. Il doppio incarico alla chiesa di San Damaso terminò nel dicembre 1770.
Dal 1º novembre 1772 all'agosto 1776 Basili ricoprì il prestigioso incarico di maestro di cappella e organista della cappella musicale del duomo di Tivoli, ruolo che più di quarant'anni prima era stato dello zio Andrea. Nessuna notizia certa si ha dove abbia svolto incarichi nel periodo tra il 1776 e il 1780. In questo frattempo era morto a Loreto il 28 agosto 1777 lo zio Andrea.
Ad Orte, intanto, il nuovo maestro di cappella della cattedrale, Francesco Tondi, si era dimesso ed era stato eletto un sostituto provvisorio. Nonostante i trascorsi infelici con il capitolo, nel 1783 Basili fece una domanda per essere di nuovo nominato maestro di cappella in quella città e venne eletto per tre anni. L'irrequietezza di Basili si ripresentò però anche in questa circostanza: il 9 ottobre 1784 chiese di essere dimesso per motivi personali, ma quando il suo successore rinunciò all'incarico poche settimane più tardi, Pasquale Antonio si precipitò a fare domanda di riammissione. Il capitolo gli concesse l'incarico per due anni, ma già dopo un anno Basili rinunciò nuovamente, stavolta in via definitiva.
Avvenne in questi anni una polemica tra Basili e il maestro Francesco Capalti, innescata dall'esame di ammissione all'Accademia di Santa Cecilia sostenuto dalla candidata Maria Rosa Coccia il 28 novembre 1774. Coccia era una ragazza-prodigio quindicenne di Roma, figlia di uno speziale, che desiderava ardentemente essere annoverata tra i compositori di professione; si presentò a sostenere l'esame per l'ammissione alla Congregazione di S. Cecilia e lo superò, ma dovette attendere cinque anni affinché la sua promozione venisse ratificata. Il suo caso suscitò clamore quando nei primi mesi del 1780 Francesco Capalti scrisse un articolo in cui criticava la fuga composta dalla candidata, suo tema d'ammissione, sollevando seri dubbi sul valore dell'esperimento d'esame e avanzando l'ipotesi di errori e imperfezioni nella procedura, parzialità della commissione e affermando in ultima analisi che la sua promozione "era un disonorar la Scuola romana". La tesi di Capalti provocò un acceso dibattito nell'ambiente musicale italiano. Tra gli oppositori si inserì anche Basili, che scrisse al Capalti due lettere private, nelle quali esprimeva il suo disappunto. Nel 1784 diede inoltre alle stampe una lettera aperta, insorgendo a spada tratta a difesa della Scuola romana, dello zio Andrea e delle sue teorie musicali, lodando le qualità di Coccia, e accusando Capalti di pedestre ossequio al principio di autorità. Capalti replicò alla lettera con un altro opuscolo a stampa, in cui lanciava a Basili una sfida musicale. Non si sa se Pasquale Antonio abbia accettato la singolar tenzone, fatto sta che la sequenza di insulti tra i due finì lì.
Dal dicembre 1785 non si hanno più notizie su Basili. Il luogo e la data della sua morte sono sconosciuti.

## Profilo e opera
Pasquale Antonio Basili non si distinse particolarmente nel panorama musicale del ‘700 alla pari di suo zio Andrea. Da Andrea però aveva preso un certo inquadramento musicale rigoroso e una certa vena didattica che lo portarono a sperimentare composizioni di stampo quasi matematico e seriale, vagamente ispirate a certe composizioni di Johann Sebastian Bach. Alcune sue composizioni a canone sembrano infatti caratterizzate da arditi esperimenti esecutivi. La sua produzione musicale ha contenuto esclusivamente religioso. Le messe da lui composte sono considerate dalla critica musicale non più che dignitose composizioni di carattere tradizionale barocco. Limitatissimo poi è il numero dei suoi manoscritti che ci è pervenuto.
La sua biografia ce lo descrive come uomo dal carattere irascibile e inquieto, inappagato, giramondo e instabile, sempre proteso verso sistemazioni migliori in termini di prestigio e di soddisfazione economica.

### Composizioni
- Sette brevi componimenti in istile rigoroso sopra le parole Benedicamus Domino e Bononia docet

1. Benedicamus Domino a 4 coll'obbligo del canto fermo
2. Idem, canone all'unisono, a 5
3. Idem, canone alla duodecima sopra col basso, a 3
4. Canone all'unisono, a 3
5. Canone a 2, una parte canta alla dritta e l'altra al rovescio, coll'obbligo di dire tutte le note del canto
6. Canone in subdiatessaron infinito, coll'obbligo etc
7. Bononia docet; Canone a 9 in subsemiditono rivolto col basso
- Responsoria per il giovedì, il venerdì e il sabato della Settimana Santa (per ogni giorno tre notturni, per ciascuno dei quali ci sono responsoria divisi in tre movimenti, i primi due per quattro voci e l'ultimo per 3 o 4 voci soliste)
  1. In Monte Oliveti (f. lb)
  2. Tristis est anima mea (f. 3)
  3. Ecce, vidimus eum (f. 4b)
  4. Amicus meus osculi me tradidit signo (f. 6)
  5. Judas mercator pessimus (f. 7b)
  6. Unus ex discipulis meis (f. 8b)
  7. Eram quasi Agnus innocens (f. 10)
  8. Una ora non potuistis vigilare (f. 11b)
  9. Seniores populi consilium fecerunt (f. 13)
  10. Omnes amici mei derelinquerunt (sic) me (f. 14)
  11. Velum templi scissum est (f. 15b)
  12. Vineamea (f. 17)
  13. Tanquam ad latronem existis (f. 19b)
  14. Tenebre factae sunt (f. 20)
  15. Animam meam dilectam tradidi (f. 22)
  16. Tradiderunt me (f. 24)
  17. Jesum tradidit Impius (f. 25b)
  18. Caligaverunt oculi mei (f. 27)
  19. Sicut ovis ad occisionem (f . 28)
  20. Jerusalem, surge (f. 29)
  21. Plauge quasi virgo (f. 30)
  22. Recessit Pastor noster (f. 31)
  23. 0 vos omnes qui transitis (f. 32b)
  24. Ecce, quomodo moritur Justus (f . 33b)
  25. Astiterunt Reges (f. 35)
  26. Aestimatus sum cum descendentibus in lacum (f. 36)
  27. Sepulto Domino (f. 37)
  28. Benedictus Dominus Deus Israel (f. 38b)
  29. Christus factus est pro nobis obediens (f. 42b)
- Miserere mei, Deus (per 3 e 4 voci sole + coro a 3-4 voci)
- Sette componimenti a diverse voci in canone (1753)
- Credo (in re magg, a 4 voci e orchestra)
- Dextera Domini; Dominus Jesus (offertorio a 4 voci e organo)
- Miserere mei Deus (per 3 e 4 voci sole + coro a 4 voci)
- Ave Maria (a 4 voci con accompagnamento di basso, 1757)